# Oscar Fraulo
Oscar Luigi Fraulo (Odense, 6 de diciembre de 2003) es un futbolista danés que juega de centrocampista en el Borussia Mönchengladbach de la 1. Bundesliga.

## Trayectoria
Nació en Odense, Dinamarca, en el seno de una familia de ascendencia italiana. Comenzó a jugar al fútbol a una edad temprana en el Odense Kammeraternes Sportsklub, antes de pasar a la academia del F. C. Midtjylland a los 13 años.
Debutó como profesional con el F. C. Midtjylland el 10 de agosto de 2021, entrando como suplente durante la clasificación para la Liga de Campeones (1-0) en casa contra el PSV Eindhoven, que supuso la derrota del club danés en el cómputo global, y por tanto su entrada en la Liga Europa de la UEFA.
El 24 de junio de 2022 firmó un contrato de cuatro años con el Borussia Mönchengladbach de la Bundesliga.

## Estadísticas

### Clubes
Actualizado al último partido disputado el 8 de noviembre de 2024.
| Club                                   | Div.          | Temporada     | Liga  | Liga  | Copas nacionales | Copas nacionales | Copas internacionales | Copas internacionales | Total | Total |
| Club                                   | Div.          | Temporada     | Part. | Goles | Part.            | Goles            | Part.                 | Goles                 | Part. | Goles |
| -------------------------------------- | ------------- | ------------- | ----- | ----- | ---------------- | ---------------- | --------------------- | --------------------- | ----- | ----- |
| F. C. Midtjylland Dinamarca            | 1.ª           | 2021-22       | 1     | 0     | 2                | 0                | 1                     | 0                     | 4     | 0     |
| F. C. Midtjylland Dinamarca            | Total club    | Total club    | 1     | 0     | 2                | 0                | 1                     | 0                     | 4     | 0     |
| Borussia Mönchengladbach II · Alemania | 4.ª           | 2022-23       | 17    | 1     | ―                | ―                | ―                     | ―                     | 17    | 1     |
| Borussia Mönchengladbach II · Alemania | 4.ª           | 2023-24       | 1     | 0     | ―                | ―                | ―                     | ―                     | 1     | 0     |
| Borussia Mönchengladbach II · Alemania | Total club    | Total club    | 18    | 1     | 0                | 0                | 0                     | 0                     | 18    | 1     |
| Borussia Mönchengladbach · Alemania    | 1.ª           | 2022-23       | 2     | 0     | 0                | 0                | ―                     | ―                     | 2     | 0     |
| Borussia Mönchengladbach · Alemania    | Total club    | Total club    | 2     | 0     | 0                | 0                | 0                     | 0                     | 2     | 0     |
| F. C. Utrecht · Países Bajos           | 1.ª           | 2023-24       | 33    | 2     | 2                | 1                | —                     | —                     | 35    | 3     |
| F. C. Utrecht · Países Bajos           | 1.ª           | 2024-25       | 7     | 0     | 0                | 0                | —                     | —                     | 7     | 0     |
| F. C. Utrecht · Países Bajos           | Total club    | Total club    | 40    | 2     | 2                | 1                | 0                     | 0                     | 42    | 3     |
| Jong FC Utrecht · Países Bajos         | 2.ª           | 2024-25       | 1     | 0     | —                | —                | —                     | —                     | 1     | 0     |
| Jong FC Utrecht · Países Bajos         | Total club    | Total club    | 1     | 0     | 0                | 0                | 0                     | 0                     | 1     | 0     |
| Total carrera                          | Total carrera | Total carrera | 62    | 3     | 4                | 1                | 1                     | 0                     | 67    | 4     |